# Anette Hübinger

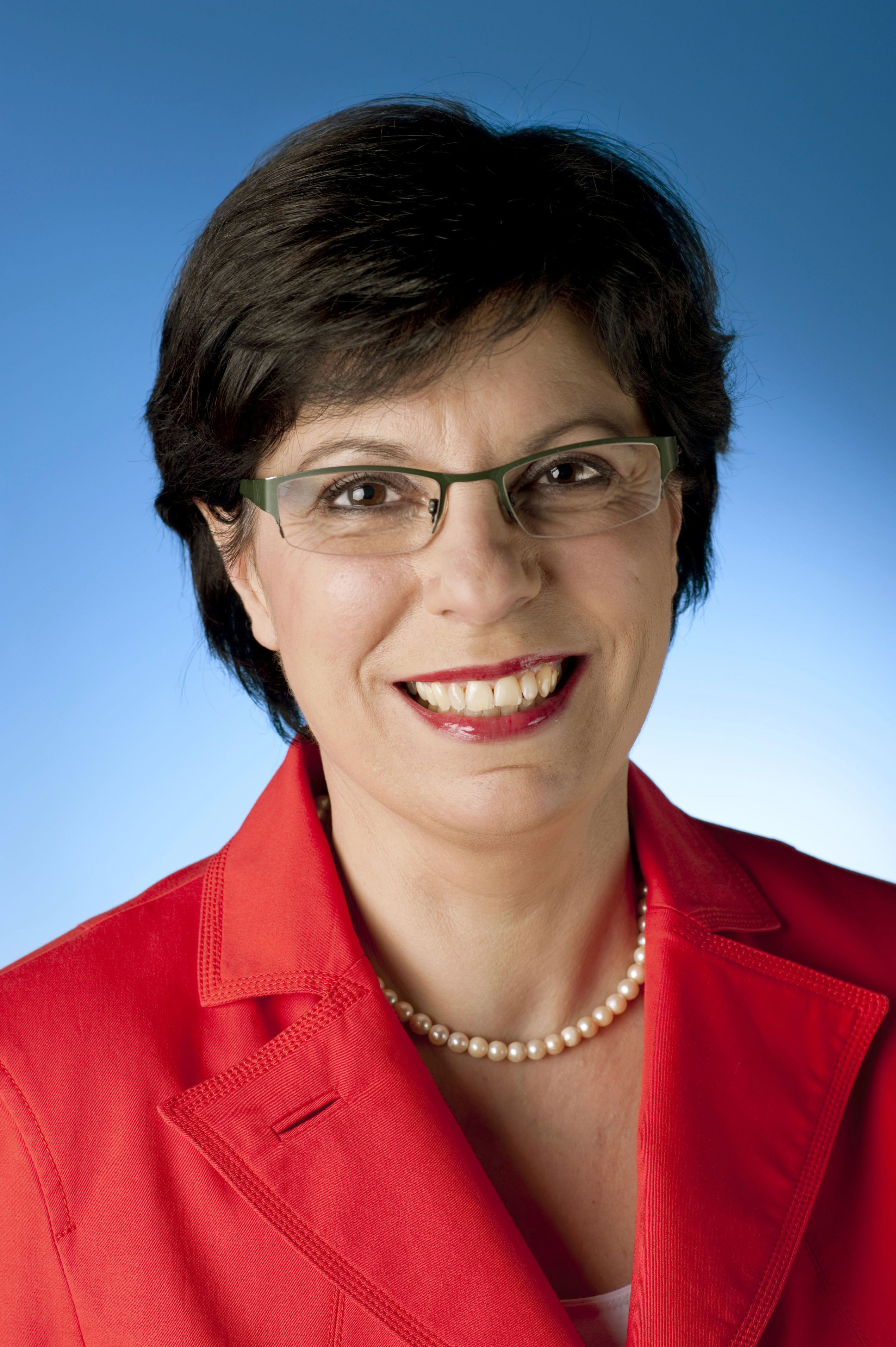
Anette Hübinger (2010)

Anette Hübinger geb. Klein (* 9. Juli 1955 in Neunkirchen/Saar) ist eine deutsche Politikerin (CDU). Von 2005 bis 2017 war sie Mitglied des Deutschen Bundestages.

## Leben und Beruf
Nach dem Abitur 1974 am Mädchenrealgymnasium Neunkirchen absolvierte Anette Hübinger ein Studium der Rechtswissenschaft an der Universität des Saarlandes in Saarbrücken, welches sie 1981 mit dem ersten juristischen Staatsexamen beendete. Nach dem Referendariat legte sie 1984 auch das zweite Staatsexamen ab und arbeitete bis 1989 als Referentin im Büro des Bundestagsabgeordneten Werner Schreiber.
Anette Hübinger ist römisch-katholisch, verheiratet und Mutter eines Sohnes.

## Partei
Sie trat 1985 in die CDU ein und ist seit 2000 stellvertretende Vorsitzende des CDU-Kreisverbandes Saarbrücken-Stadt. 1999 wurde sie ehrenamtliche Bezirksbürgermeisterin von Halberg. Von 2003 bis 2005 gehörte Anette Hübinger außerdem dem Landesvorstand der CDU Saar an.

## Abgeordnete
Von 2005 bis 2017 war Hübinger Mitglied des Deutschen Bundestages. Bei der Bundestagswahl 2005 war sie über die Landesliste Saarland in den Bundestag eingezogen. Bei der Wahl 2009 gelang es ihr im Bundestagswahlkreis Saarbrücken zum ersten Mal, seit dem Beitritt des Saarlandes zur Bundesrepublik für die CDU ein Direktmandat zu gewinnen. Sie konnte sich mit 31,8 % gegen die Sozialdemokratin Elke Ferner durchsetzen. Bei der Bundestagswahl 2013 verteidigte sie ihr Direktmandat erneut gegen Elke Ferner.
In der 16. und 17. Legislaturperiode war Anette Hübinger ordentliches Mitglied im Ausschuss für wirtschaftliche Zusammenarbeit und Entwicklung und im Ausschuss für Bildung, Forschung und Technikfolgenabschätzung. Zudem war sie stellvertretendes Mitglied im Ausschuss für Verkehr, Bau und Stadtentwicklung. Seit 2014 war sie ordentliches Mitglied im Haushaltsausschuss sowie Mitglied im Unterausschuss zu Fragen der europäischen Union, sowie stellvertretendes Mitglied im Ausschuss für Bildung, Forschung und Technikfolgenabschätzung.
Seit Januar 2010 war Anette Hübinger Mitglied der deutschen Delegation der Parlamentarischen Versammlung des Europarates. Bis 2011 war sie auch Mitglied in der europäischen Versammlung für Sicherheit und Verteidigung.

## Ehrenamtliches Engagement
Anette Hübinger ist seit 2006 Vorstandsmitglied der humanitären Hilfsorganisation Help – Hilfe zur Selbsthilfe e. V. Sie ist im Kuratorium der in Hagen ansässigen Georg Kraus Stiftung seit 2010 vertreten.
Von 2010 bis 2013 hat sie ihre Tätigkeit im Vorstand der Kölner Hilfsorganisation Habitat for Humanity Deutschland ausgeübt.
Zusätzlich engagiert sich Anette Hübinger im Parlamentarischen Beirat der Deutschen Stiftung Weltbevölkerung.